# Réseau routier de Cuba

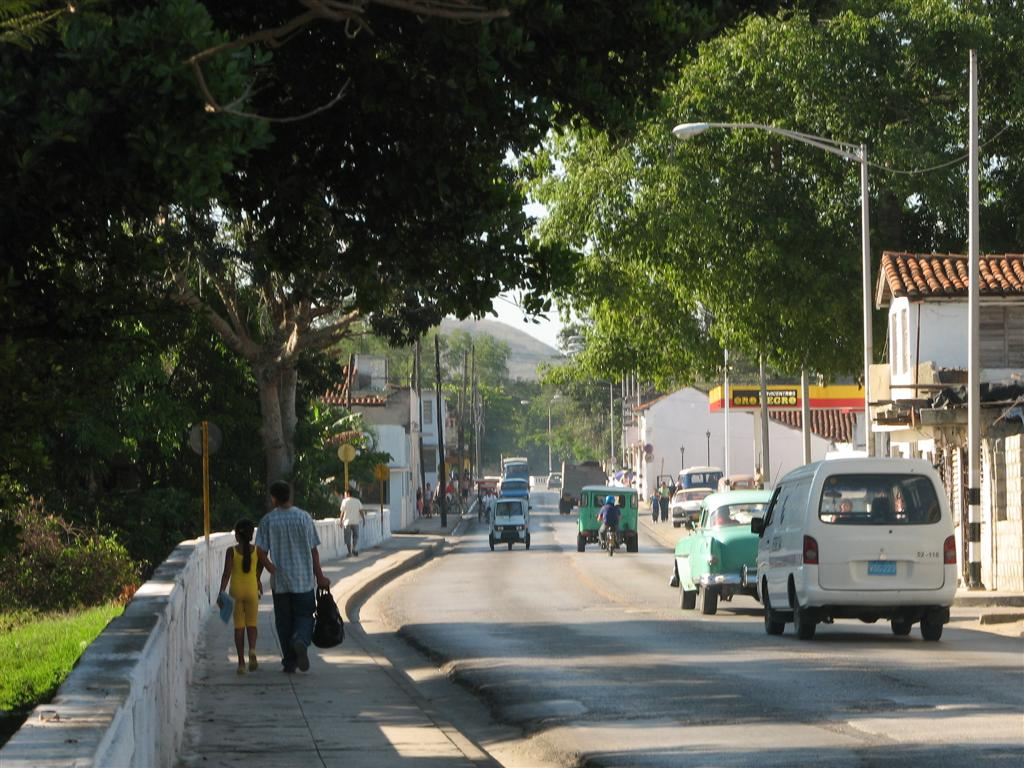
La Carretera Central (N-1) traversant Santa Clara.

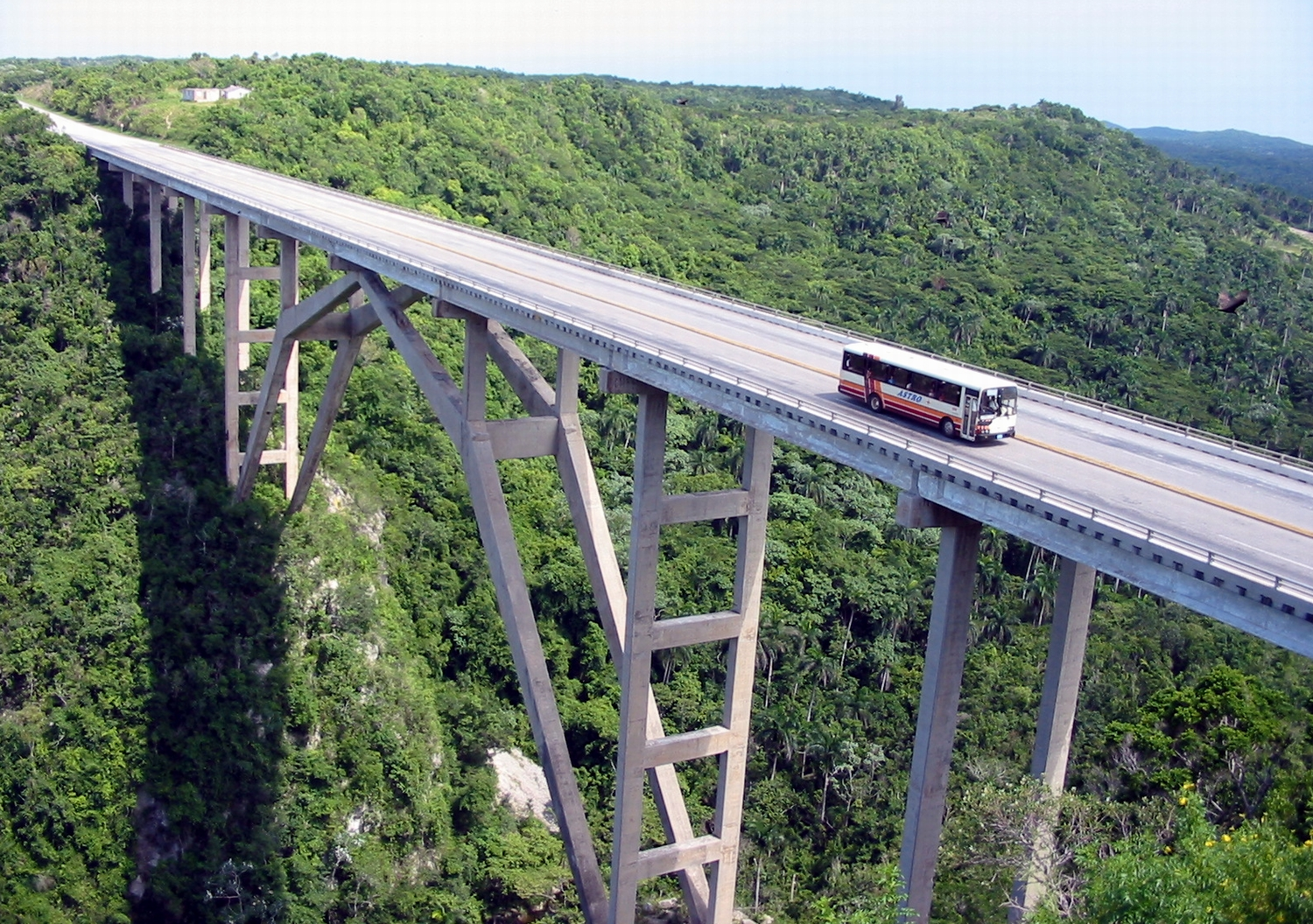
La Vía Blanca sur le Pont de Bacunayagua.

Le réseau routier de Cuba est représenté par 61 000 kilomètres de routes dont 30 000 pavées.

## Autoroutes
Cuba compte 8 autoroutes nommées Autopistas, sur 650 kilomètres. La vitesse maximum autorisée est 100 km/h.
| Numéro | Nom                                 | Départ             | Arrivée                  | Desserte                                                                                 | Longueur (km)             |
| ------ | ----------------------------------- | ------------------ | ------------------------ | ---------------------------------------------------------------------------------------- | ------------------------- |
| A1     | Autopista Nacional                  | La Havane          | Guantánamo               | Santa Clara - Sancti Spíritus - Ciego de Ávila - Camagüey - Las Tunas - Santiago de Cuba | 448                       |
| A4     | Autopista Este-Oeste                | La Havane          | Pinar del Río            | Artemisa                                                                                 | 156                       |
|        | Via Blanca                          | La Havane          | Cárdenas                 | Matanzas - Varadero                                                                      | 150 (138 comme autoroute) |
| A101   | Autopista del Mediodia              | La Havane          | San Antonio de los Baños |                                                                                          | 18                        |
|        | Autopista La Havana-Melena          | La Havane          | Melena del Sur           |                                                                                          | 22                        |
|        | Autopista La Havana-Mariel          | La Havane          | Mariel                   |                                                                                          | 26                        |
| A11    | Autopista La Havana Ring Road       | La Havane-Marianao | La Havane-Port           |                                                                                          | 36                        |
|        | Autopista de la Isla de la Juventud | Nueva Gerona       | Santa Fe                 |                                                                                          | 15                        |

## Routes principales
| Numéro  | Nom                                 | Départ    | Arrivée         | Desserte | Longueur (km) |
| ------- | ----------------------------------- | --------- | --------------- | --- | ------------- |
| N-1     | Carretera Central                   | La Fe     | Baracoa         | San Juan y Martínez - Pinar del Río - Consolación del Sur - Los Palacios - San Cristóbal - Artemisa - Guanajay - La Havane - San José de las Lajas - Matanzas - Jovellanos - Colón - Santo Domingo - Santa Clara - Placetas - Cabaiguán - Sancti Spíritus - Jatibonico - Ciego de Ávila - Florida - Camagüey - Guáimaro - Las Tunas - Holguín - Bayamo - Jiguaní - Contramaestre - Palma Soriano - Santiago de Cuba - La Maya - Guantánamo - Imías | 1 435         |
| CD      | Circuito Norte hacia occidente      | La Havane | Mantua          | Mariel - Artemisa - Pinar del Río - Sierra del Rosario - Bahía Honda - La Palma - Viñales | 245           |
|         | Circuito Norte hacia el Este        | Varadero  | Holguín         | Cárdenas - Sagua la Grande - Yaguajay - Sierra del Rosario - Morón - Nuevitas - Manatí - Port au Père | 732           |
| 12 / CS | Circuito Sur-Central                | Artemisa  | Sancti Spíritus | Alquízar - Güira de Melena - Batabanó - Güines - San Nicolás de Bari - Nueva Paz - Calimete - Cienfuegos - Trinidad | 491           |
| 123     | Circuito Norte de Oriente           | Holguín   | Baracoa         | Mayarí - Sagua de Tánamo - Moa | 245           |
| 4 / 20  | Circuito Guacanayabo-Sur de Oriente | Bayamo    | Pilón           | Manzanillo - Niquero - Sierra Maestra - Guamá | 347           |
| 152     | Carretera Las Tunas-Bayamo          | Las Tunas | Bayamo          | | 77            |